# Aesculus mutabilis
Aesculus mutabilis là một loài thực vật có hoa trong họ Bồ hòn. Loài này được (Spach) Scheele mô tả khoa học đầu tiên năm 1903.